# Roland (Unternehmen)
Roland (jap. ローランド株式会社, Rōrando Kabushiki-gaisha, engl. Roland Corporation) ist ein japanischer Hersteller elektronischer Musikinstrumente, Studiotechnik und Software. Außerdem werden Plotter und Schneideplotter produziert. Die Musical Instrument Division zeichnet für 58,6 % der Gesamterlöse verantwortlich. Das an der Tokioter Börse gelistete Unternehmen wurde von Ikutarō Kakehashi in Osaka am 18. April 1972 mit 33 Millionen Yen gegründet. Heute betreibt Roland Fabriken in Japan, den Vereinigten Staaten, Italien und Taiwan. Seit April 2018 befindet sich die deutsche Niederlassung in Rüsselsheim. Die schweizerische Niederlassung befindet sich in Itingen BL.

## Unternehmensgeschichte
Der Name Roland wurde gewählt, da das Unternehmen einen Namen suchte, der in möglichst vielen Ländern phonetisch gleich klingen und leicht zu merken sein sollte.

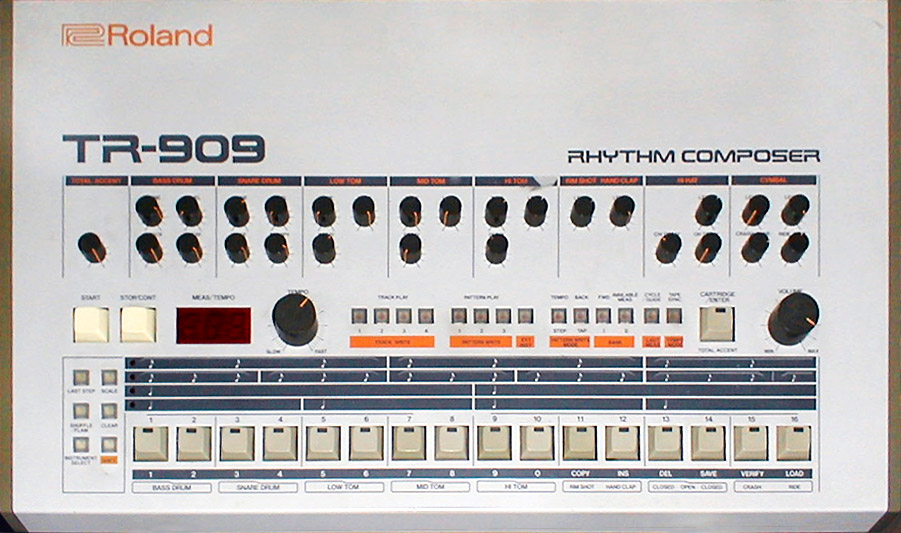
Roland TR-909

Die ersten Produkte, die Roland auf den Markt brachte, waren die Rhythmusmaschinen TR33, TR55 und TR77. Die Geräte wurden gemeinsam mit dem Orgelhersteller Hammond entwickelt. 1974 erschien das RE-201 Space Echo, ein analoger Echo-Effekt, der von Bands wie Can oder Radiohead bis heute verwendet wird. Roland hatte unter anderem mit den Geräten TR-808 (1981), TB-303 (1982) und TR-909 (1983) einen massiven Einfluss auf die Techno-/Elektro-Szene. Speziell die TB-303 war zur Zeit ihres Erscheinens ein Misserfolg. Der spartanische Basssynthesizer klang deutlich synthetisch und konnte seinen eigentlichen Zweck, die Simulation eines echten Basses, nicht erfüllen. Erst als Ende der 1980er- bis Anfang der 1990er-Jahre die Techno-Szene aufkeimte, avancierte die TB-303 zum Kult-Gerät. In der Acid-Musik wurden sogar fast ausschließlich diese Geräte verwendet. Während der 303-Hype Ende der 1990er-Jahre etwas abflachte, sind die Sounds der TR-808 und TR-909 auch heute bei elektronischer Musik präsent. 
Mitte der 1970er-Jahre schuf Roland mit dem Jazz Chorus JC-120 einen legendären Gitarrenverstärker für unverzerrte Sounds, die mit einem hochwertigen eingebauten Chorus-Effekt versehen werden konnten. 1987 erschien der Digitalsynthesizer D-50, welcher in kurzer Zeit Kultstatus erreichte. Er wurde von Roland wegen anhaltender Popularität zum 30-jährigen Jubiläum seines Erscheinens als tastaturlose Version D-05 sowie als VST-Plugin neu aufgelegt. 1996 begründete Roland durch die MC-303 die Geräteklasse der Grooveboxen (eine Mischung aus Sequenzer und Synthesizer). Der Fantom G teilt sich mit dem Yamaha Motif XF und dem Korg Kronos den Markt der Spitzen-Keyboard-Music-Workstations. Die Synthesizer aus den Jupiter- und Juno-Reihen, der SH-101 und andere Geräte zählen zu den Klassikern in ihren Bereichen. Mit den JV-Synthesizern setzte Roland in den 1990er-Jahren zeitweise die Standards im Bereich der Sample-ROM-Synthesizer. Der 2003 erschienene V-Synth vereint hochwertige Samples, Granularsynthese sowie flexible Filter und Modulatoren in einem Gerät. Im Jahr 2004 wurde mit dem V-Accordion das erste vollelektronische Akkordeon vorgestellt.
Am 31. März 2009 beschäftigte Roland weltweit 2.708 Mitarbeiter und erzielte einen Gesamtumsatz von über 1 Mrd. US-Dollar. 2010 gehörten 2.699 Mitarbeiter dem Unternehmen an, 2013 3.060. 2014 waren es 2.945 Mitarbeiter.
Im August 2021 verhängte das Bundeskartellamt gegen Roland und andere Unternehmen (Yamaha und Fender sowie Thomann und Music Store) wegen Preisabsprachen bei Musikinstrumenten Bußgelder von insgesamt 21 Mio. Euro.
Im März 2022 löste der Brite Gordon Raison als CEO und repräsentativer Direktor den bisherigen Präsidenten Jun-ichi Miki ab, der seit 2013 im Amt gewesen war. Gordon hatte ab 2013 die europäischen Aktivitäten von Roland geleitet.
Im September 2022 wurde der US-amerikanische Hersteller von Schlagzeugen und Zubehör Drum Workshop (inklusive der Marken DW Drums, Pacific Drums and Percussion, Slingerland und Latin Percussion) übernommen.
Roland ist nach wie vor ein bedeutender Hersteller von Musik-Equipment, speziell im elektronischen Sektor. Darunter befinden sich Synthesizer, Digitalpianos, elektronische Akkordeons, elektronisches Schlagzeug, Gitarrensynthesizer und Gitarrenverstärker. 
Weitere Marken, unter denen Roland auftritt, sind:
- Boss (preiswertere Produktvariationen, Gitarreneffektpedale, Effektgeräte, Rhythmuscomputer)
- Edirol by Roland (Audiorekorder und Videorekorder)
- Rodgers (digitale Kirchen- und Konzertorgeln sowie Digital-/Pfeifen-Kombinationsorgeln)
- Roland Digital Group (Roland DG, Plotter und Folienschneidplotter)
- RSS by Roland (Commercial Audio Equipment)
- RSG (Roland Systems Group)